# 图尔市政厅
图尔市政厅位于法国图尔的国家街（Rue Nationale），由建筑师维克多Laloux兴建于1896年到1904年。
这座宏伟的建筑，与让·饶勒斯广场和司法宫相比，比例过大。市政厅和让·饶勒斯广场的设计类似巴黎。 
里面的雕塑代表卢瓦尔河和谢尔河。
1922年蒙特利尔市政厅重建时模仿了图尔市政厅。